# Lijst van voetballers - O
Dit is een lijst van voetballers met een artikel op Wikipedia van wie de achternaam begint met de letter O.

## Oa
- Tommy Oar

## Ob
- Franz Oberacher
- Gustavo Oberman
- Erich Obermayer
- Adam Obert
- Marc Oberweis
- Ivan Obljakov
- Godfrey Oboabona
- Ivan Obradović
- Alfonso Obregón
- John O'Brien

## Oc
- Olivier Occéan
- Oceano
- Gabriel Ochoa Uribe
- Guillermo Ochoa
- Fernando Ochoaizpur
- Jack O'Connell

## Od
- Darren O'Dea
- Magnar Ødegaard
- Martin Ødegaard
- Phil O'Donnell
- Vadis Odjidja-Ofoe
- Nnamdi Oduamadi

## Oe
- Kayne van Oevelen

## Of
- Ebenezer Ofori

## Og
- George Ogăraru
- Roman Ogaza
- Marjan Ognjanov
- John Ogu
- Marvin Ogunjimi
- Takafumi Ogura

## Oh
- Eli Ohana
- Noah Ohio
- Jarl Öhman

## Oi
- Marios Oikonomou
- Janne Oinas

## Oj
- Henrik Ojamaa

## Ok
- Noah Okafor
- Uche Okafor
- Stefano Okaka
- Uche Okechukwu
- David Okereke
- Caleb Okoli
- Mirosław Okoński
- Maduka Okoye

## Ol

### Oli
- David O'Leary
- Ivica Olić
- Nick Olij
- Frank Olijve
- Luis Oliveira
- Nicolás Olivera
- Denys Oliynyk

### Olk
- Paweł Olkowski

### Oll
- Hannu Ollila

### Olm
- Joaquín del Olmo
- Juvenal Olmos

### Ols
- Andreas Skov Olsen
- Anthon Olsen
- Danny Olsen
- Frank Olsen
- Frode Olsen
- Jesper Olsen
- Lars Olsen
- Morten Olsen
- Súni Olsen
- Thomas Lehne Olsen
- Thorleif Olsen
- Sven Olsson

### Olu
- Indro Olumets

## Om
- Fahrudin Omerović
- Jonas Omlin
- Samu Omorodion
- Richie Omorowa
- Razak Omotoyossi
- Billel Omrani

## On
- André Onana
- Shinji Ono
- Joshua Onomah
- Viktor Onopko
- Rienk Onsman
- Paul Onuachu
- Nedum Onuoha
- Arkadiusz Onyszko

## Oo
- André Ooijer
- Ard Oosterlee

## Op
- Ike Opara
- Håkon Opdal
- Barry Opdam
- Levi Opdam
- Johnatan Opoku
- Endy Opoku Bernadina
- Igor Oprea
- Miroslav Opsenica

## Or
- Tomáš Oravec
- Pablo Orbaiz
- Ivan Ordets
- Matt O'Riley
- Fabián Orellana
- Juan Carlos Orellana
- Gabriele Oriali
- Eric Orie
- Rodolfo Orlandini
- Andrzej Ornoch
- Aimar Oroz
- Alois Oroz
- Ariel Ortega
- Stefan Ortega
- Raimundo Orsi
- Celso Ortíz
- Willington Ortiz
- Wilson Oruma
- Divock Origi

## Os
- Mario Osbén
- Peter Osgood
- Orri Óskarsson
- Ibrahim Osman
- Leon Osman
- Diego Osorio
- Juan Carlos Osorio
- Ricardo Osorio
- Egil Østenstad
- Milan Osterc
- Alexander Östlund
- Marek Ostrowski
- Osvaldo

## Ot
- Nicolás Otamendi
- Abdullah Otayf
- Juan Ferney Otero
- Marcelo Otero
- Raúl Otero
- Mark Otten
- Andreas Ottl

## Ou
- El Hadi Fayçal Ouadah
- Anas Ouahim
- Sami Ouaissa
- Hamza Aït Ouamar
- Rémi Oudin
- Nicolas Ouédec
- Ayoub Oufkir
- Mohamed Ousserir
- Charlie van den Ouweland

## Ov
- Wolfgang Overath
- Joris van Overeem
- Tomas Overhof
- Marc Overmars
- Willie Overtoom
- Bryan Oviedo
- Frankie Oviedo
- Sergej Ovtsjinnikov

## Ow
- Michael Owen
- Patrick Owomoyela
- Quincy Owusu-Abeyie
- Rome-Jayden Owusu-Oduro

## Oy
- Davy Oyen
- Ambroise Oyongo

## Oz
- Alpay Özalan
- Aras Özbiliz
- Yasin Özcan
- Berke Özer

A · B · C · D · E · F · G · H · I · J · K · L · M · N · O · P · Q · R · S · T · U · V · W · X · Y · Z